# Щецин-Немежин (станция электрички)
«Щецин-Немежин» — планируемая пассажирская станция Щецинской метрополийной электрички. Она будет расположена в округу Арконьские-Немежин, по котором и получит своё название. Открытие станции запланировано на 2022 год.

## Проектирование
В рамках проекта Щецинской метрополийной электрички планируется строительство на станции двух платформ и велосипедной парковки.